# 3-7-77
3-7-77 war das Symbol, das von den Montana Vigilantes (Vigilance Committee, einer Art eines Selbstschutzkomites) in Virginia City (Montana) verwendet wurde. Menschen, die die Zahlen „3-7-77“ auf ihrem Zelt oder ihrer Log Cabin gemalt fanden, wussten, dass sie das Gebiet besser verlassen sollten oder damit zu rechnen hatten, dass sie ernsthaft vor den Vigilanten um ihr Leben fürchten mussten.

## Herkunft des Zeichens
Die Zahlen werden auf dem Schulterabzeichen der Montana Highway Patrol verwendet, die behaupten, die ursprüngliche Bedeutung des Symbols nicht zu kennen, obwohl auf der Webseite der Association of Montana Troopers steht: „Ungeachtet ihrer Bedeutung ist die Nummer 3-7-77 jedoch ein Symbol für die erste organisierte Strafverfolgung in Montana. Mit der Übernahme dieses frühen Symbols ehrt die Montana Highway Patrol die ersten Männer im Montana-Territorium, die sich für die Sicherheit und das Wohlergehen der Menschen eingesetzt haben. Aus dem gleichen Grund hat die Association of Montana Troopers diese Tradition fortgeführt, indem sie auch die legendäre Nummerfolge 3-7-77 auf ihrem Abzeichen platziert hat“.
Das Symbol erscheint auch auf den Overalls der Piloten der Montana Air National Guard und auf dem Flugabzeichen der Einheit Montana Army National Guard Medevac Unit 1189th GSAB – Vigilantes. Außerdem erscheint es unter dem Flaschenverschluss einiger Biersorten der Big Sky Brewing Company.
Über seine Bedeutung sind verschiedene Theorien aufgestellt worden.
- Die Zahlen stellen die englischen Dimensionen für ein Grab (3 Fuß Breite × 7 Fuß Länge × 77 Zoll Tiefe) dar.[3]
- Frederick Allen schrieb in seinem Buch A Decent Orderly Lynching, The Montana Vigilantes, dass die Zahl bedeuten würde, dass eine Person ein 3-Dollar-Ticket für die nächste 7:00 Uhr Postkutsche kaufen musste, um die 77-Meilen-Reise von Helena nach Butte zu unternehmen.[4]
- Der Zahlensatz könnte etwas mit dem Datum 7. März 1877 zu tun haben, da das erste Treffen der Freimaurer am 7. März 1877 in Bannack stattfand. Viele Mitglieder dieser Loge waren ursprünglich Vigilanten.

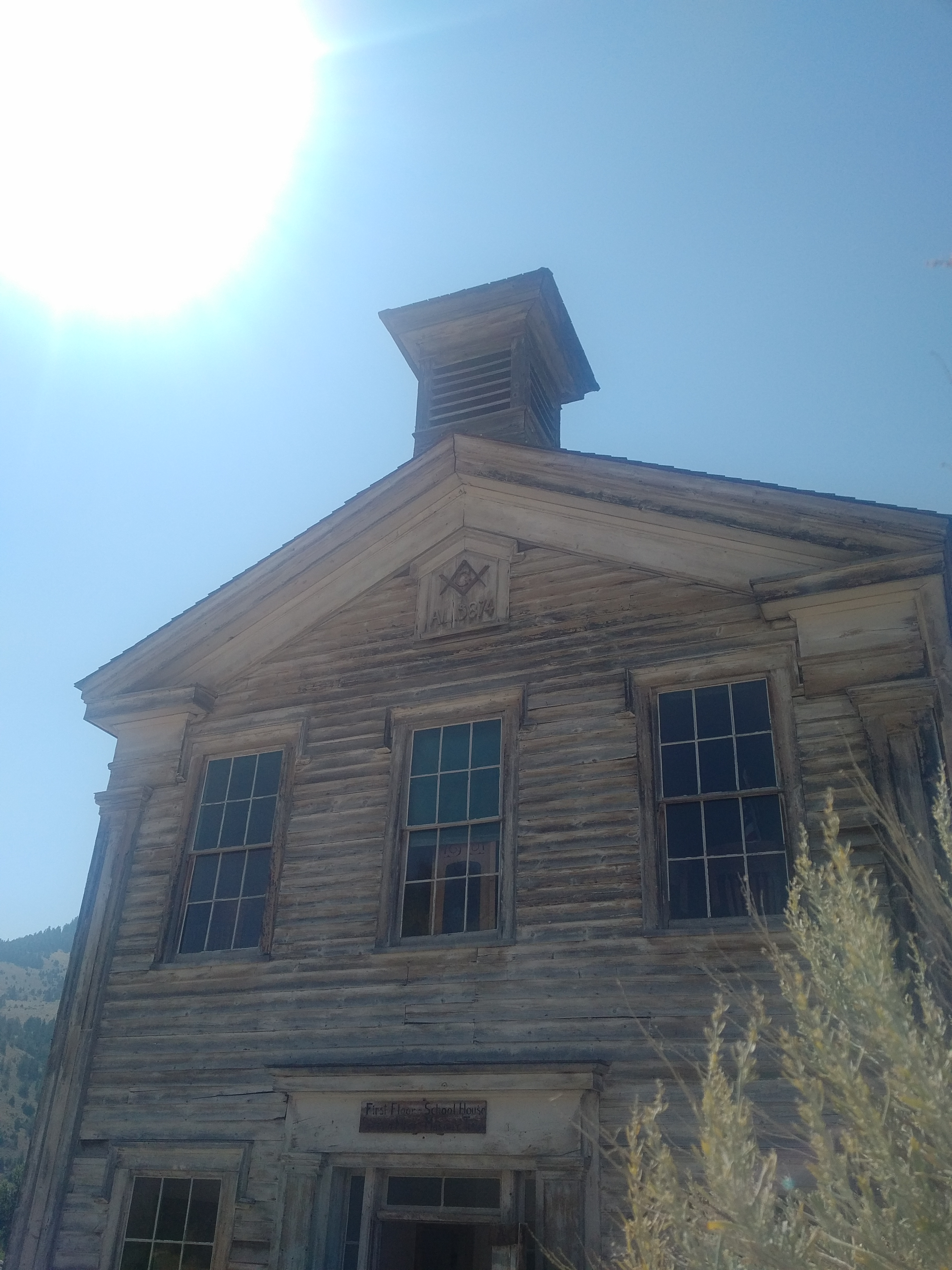
Bannack Lodge 16 in Bannack Montana

- Die Bannack Masons (englisch: Masonry oder Freemasonry genannt) beantragten 1863 eine Charta für eine Freimaurerloge. Später im Jahr 1871 wurde die Bannack Lodge 16 eröffnet und blieb bis 1921 offen, als sie sich mit der Dillon Masonic Lodge zusammenschloss. Im Jahr 2000 wurde die Bannack Historic Lodge 3-7-77 durch die Großloge von Montana organisiert.[5]
- Die gleiche Quelle (The Bannack State Park Guide) sagt auch, dass 1874 die Bannack Masonic Lodge 16 als Kombination aus einer Lodge und einer Schule errichtet wurde, als sie den Bedarf für eine Schule erkannt hatten. Der Vorschlag, das erste Freimaurertreffen in Bannack abzuhalten, stammte aus einer Zeit lange vor dem 7. März 1877.